# Perseushopen
Perseushopen, eller Abell 426, är en galaxhop i stjärnbilden Perseus. Galaxhopen innehåller mer än 1000 galaxer och har ett ungefärligt avstånd av 240 miljoner ljusår. Den är en regelbunden galaxhop som har en utsträckning på stjärnhimlen av ungefär fyra grader och är ett av de massivaste astronomiska objekt forskarna känner till.
Perseushopen är den ljusstarkaste hopen på himlen vid observation på röntgenbandet. Hopen innehåller radiokällan 3C 84 vilken för tillfället blåser bubblor av relativistisk plasma in mot hopens centrum. Dessa kallas radiobubblor och ses som hål på röntgenbilder av hopen. I hopens centrum finns ett antal ljusa galaxer, som domineras av NGC 1275, där röntgenstrålningen är starkast.
År 2003 registrerade astronomerna den lägsta ton som någonsin frambringats i universum, efter 53 timmars observationer gjorda av Chandra-teleskopet. Det finns ingen möjlighet för ett mänskligt öra att uppfatta tonen, eftersom den ligger 57 oktaver under tangenterna i mitten av ett piano. Perioden för dess sväningar är 9,6 miljoner år. Ljudvågorna genererades uppenbarligen vid den våldsamma aktiviteten då radiobubblor blåstes upp vid den aktiva galaxkärnan i NGC 1275, vilken tros innehålla ett svart hål i sitt centrum.
2014 uppfångade vidare oidentifierade signaler som kunde tyda på att mörk materia upptäckts.

## Bildgalleri

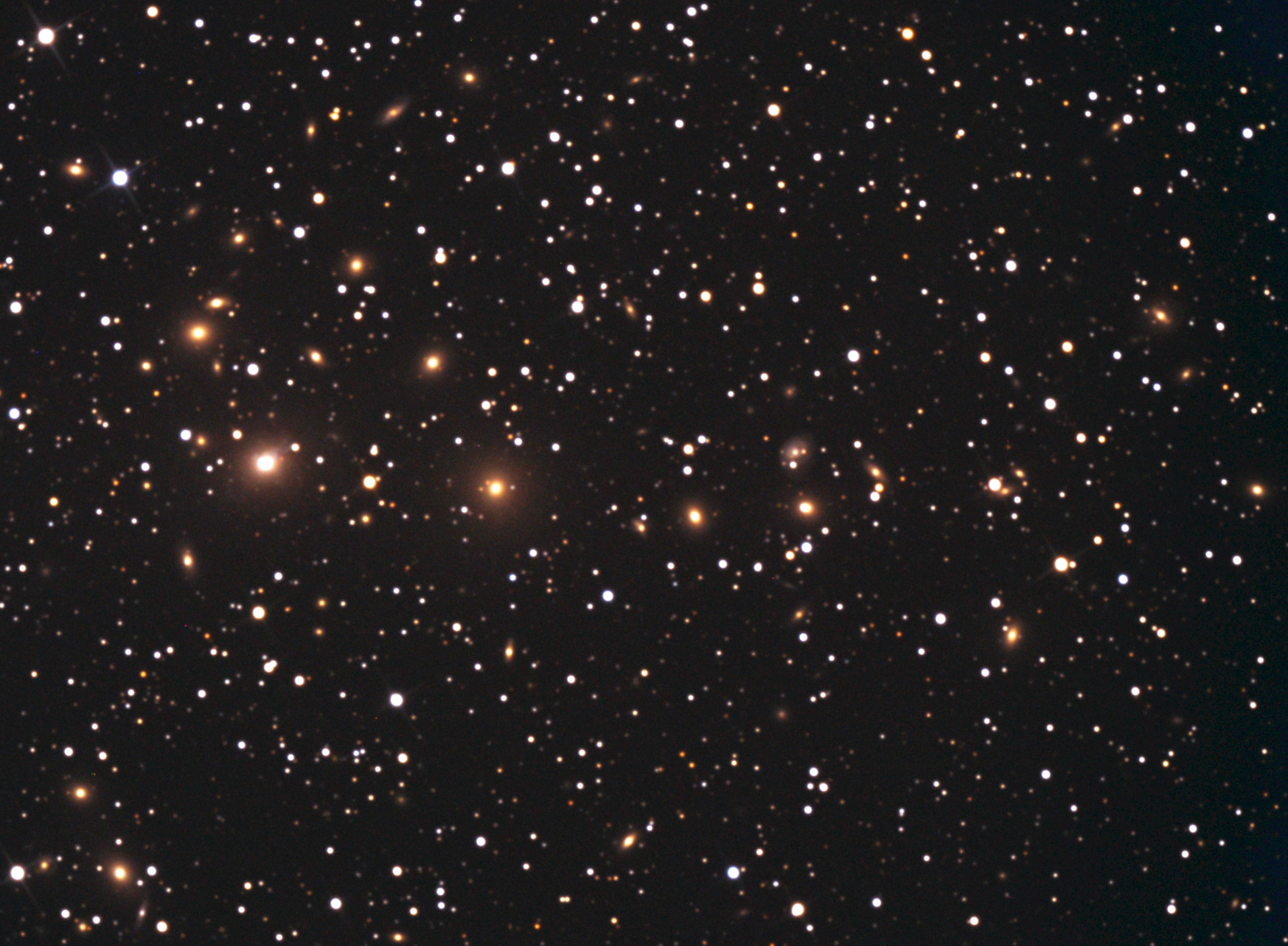
Perseushopen fotograferad av amatörastronom.
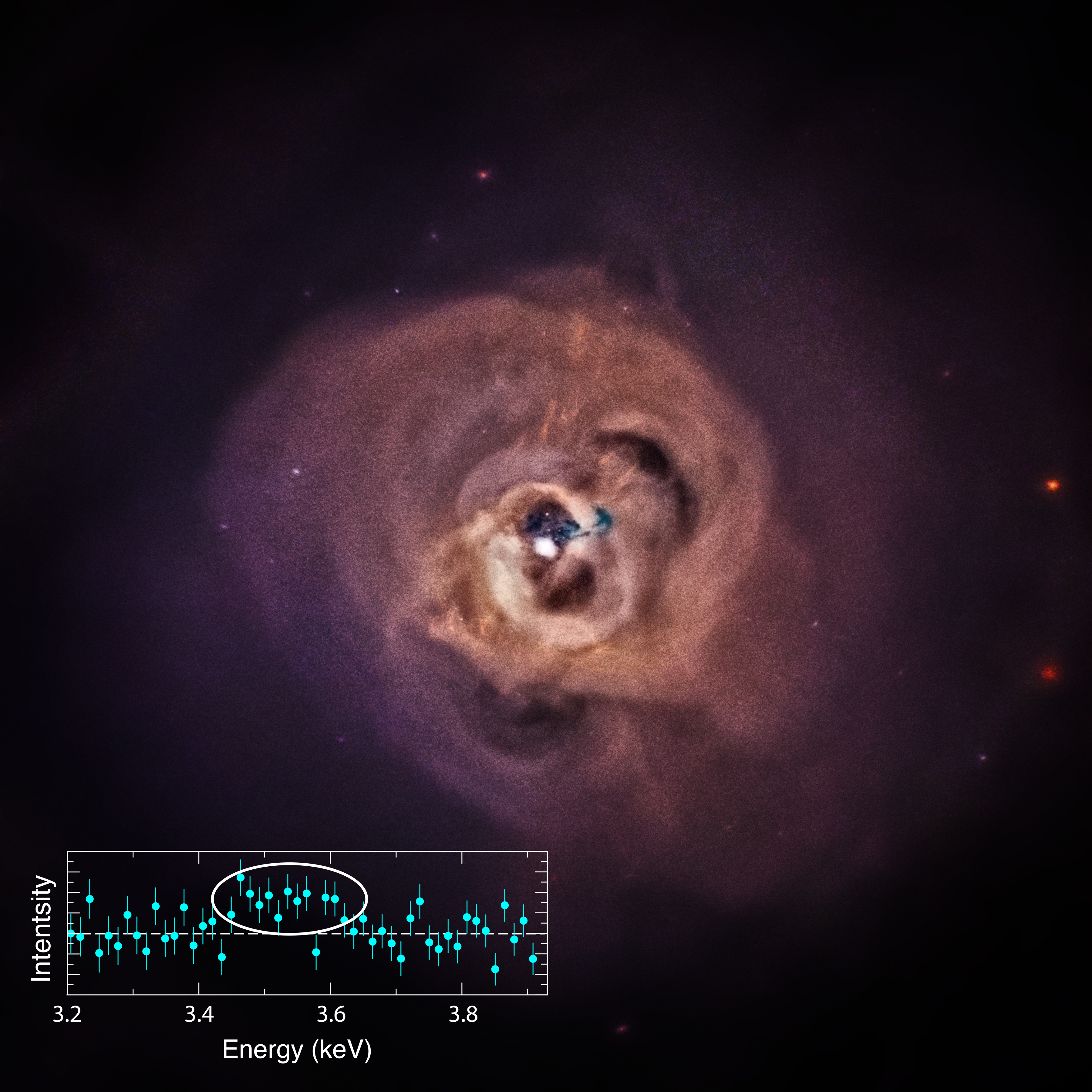
Perseushopen fotograferad med Chandra-teleskopet.
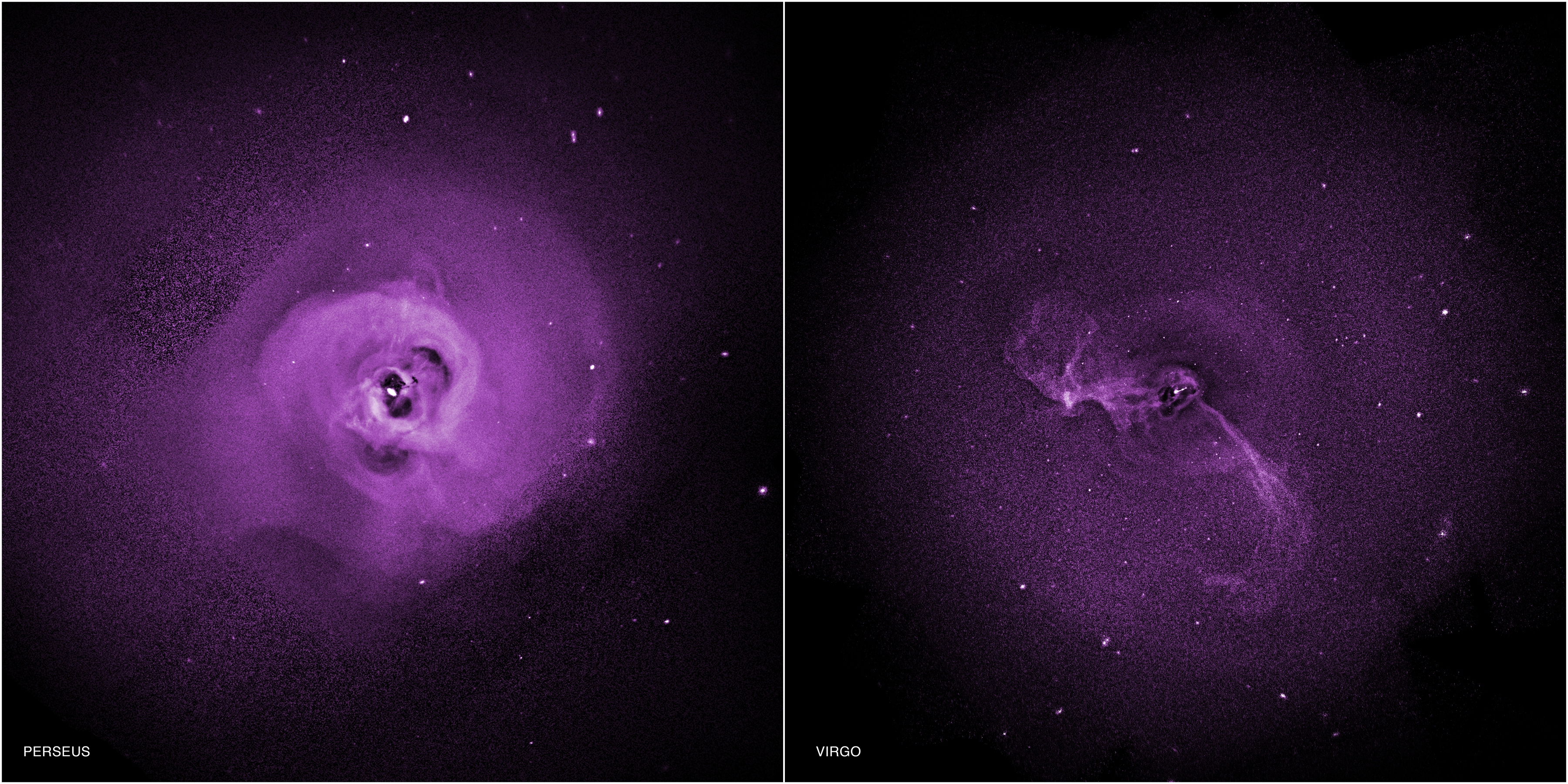
Fler foton med Chandra-teleskopet, som visar den turbulens som finns i Perseushopen.